# Шао Ифу
Достопочтенный сэр Шао Ифу (кит. трад. 邵逸夫, пиньинь Shào Yìfū), CBE, GBM, ранее Шао Жэньлэн (кит. трад. 邵仁楞, пиньинь Shào Rénléng), более известен как Ран Ран Шоу (англ. Run Run Shaw), (23 ноября 1907 — 7 января 2014) — гонконгский медиамагнат, один из основателей в начале 1920-х годов китайского кинематографа. Сооснователь и содиректор (в определённые годы — глава) международной медиакорпорации Shaw Organisation, её наиболее известной части — крупнейшей кинокомпании Гонконга Shaw Brothers и телекомпании Television Broadcasts Limited, продюсер, миллиардер, общественный деятель и филантроп. Также известен по почтительному обращению к нему сотрудников руководимых им компаний как «Шестой дядя» (иер. трад. 六叔, ютпхин: luk6 suk1; по положению в собственной семье и старинной китайской традиции обращения к представителям знатного семейства).

## Биография и карьера

### Юность

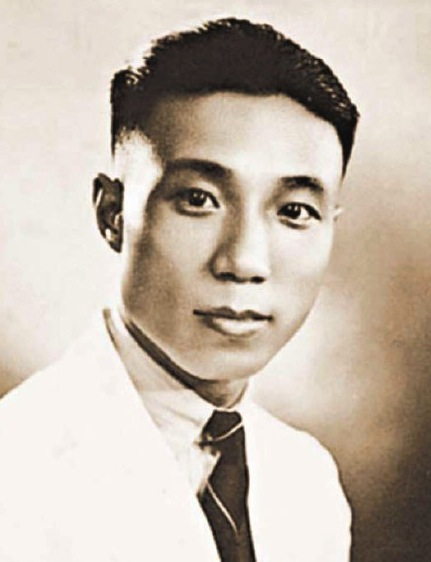
Шао Жэньлэн в 1926 году —
один из отцов китайского кино.

Шао Жэньлэн родился в 1907 году в уезде Чжэньхай китайской провинции Чжэцзян, шестым сыном в семье шанхайского торговца текстилем Шао Синъиня (邵行銀 1867—1920), происходящего из старинного купеческого рода. Получал образование в осовремененных школах, организованных в Китае американцами.
Городская легенда о том, что англоязычная версия его личного имени Run Run происходит от «бизнес-беготни», как считается, обязана своим появлением шутке актёра Чоу Юньфата. По словам самого продюсера, согласно цитате в книге Джима Вона, это не более, чем вариант записи его настоящего имени Жэньлэн (пиньинь: Rénléng).
При известном годе и том, что его день рождения отмечается в октябре-ноябре, точная дата его рождения официально не известна, Согласно справочнику Who’s Who 2007, он родился 14 октября, однако его жена Мона Фон не подтверждает это. Другие источники, помимо повторения этого варианта, называли и другие даты, включая до 14 октября и 19 ноября, однако ни одна из них не была подтверждена ни родственниками, ни сотрудниками. Наиболее реальной датой считается опубликованная в 2007 South China Morning Post со ссылкой на его внучатого племянника Маркуса Шао дата «14-й день 10-го лунного месяца китайского календаря», что в 1907 году соответствовало 23 ноября.

### Карьера
Кинематографическая карьера Шао Жэньлэна началась с 1925 года, когда он вместе со старшим братом Шао Жэньмэем и при поддержке другого брата Шао Жэньцзе (банкира, также владевшего несколькими театрами в Шанхае) основывает одну из первых собственно китайских киностудий «Тяньи». В 19-летнем возрасте он, освоив профессию кинооператора и ряд других сторон кинодела, вместе с Шао Жэньмэем перемещается по Юго-Восточной Азии, организуя кинопроизводство, включая строительство сети кинотеатров, которые начинали с проката их же ранних фильмов (снятых на киноплёнку театральных представлений), снятых в Шанхае. Братья основывают в Сингапуре Shaw Organisation и занимаются киносъёмками, привлекая локальных актёров, техперсонал из Китая и режиссёров из Японии, Индонезии и Филиппин, а с 1930-х активно вводя технологию звукового кино. Развитие кино как в континентальном Китае, так и в ЮВА прерывается вторжением японских интервентов, которые также используют киномощности Шао для создания пропагандистских кинолент, однако в Юго-Восточной Азии после окончания войны продолжается с новой силой.
В 1957—1958 годах Шао Жэньлэн переезжает в Гонконг и основывает там представительство фирмы, впоследствии ставшее одной из наиболее известных и влиятельных кинокомпаний Азии Shaw Brothers Studio. В 1967 году (по другим сведениям, в 1973) он также становится сооснователем второй в Гонконге телестудии Television Broadcasts Ltd., куда постепенно переносит большую часть своей деятельности (практически завершая съёмку кинофильмов к середине 1980-х и используя мощности киностудии для телекомпании) и которая также впоследствии становится одной из крупнейших телекомпаний, входящих в первую десятку мира.
Всего на гонконгской киностудии было снято около 800 кинофильмов, а фильмография самого Шао Жэньлэна насчитывает от 316 до почти 360 кинолент — включая ранние киноленты, произведенные им в Китае, Малайзии и Сингапуре, а также более позднее сопродюсерство японских (например, «Ян Гуйфэй» 1958 года) и западных фильмов (например, культовый «Бегущий по лезвию»).
В 2007 году (на сотом году жизни) Шао Жэньлэн объявляет о постепенном уходе на покой, позднее передав с 1 января 2010 свой пост генерального директора (на котором он находился практически с основания компании), а с 1 января 2012 — и председателя и действующего члена совета директоров TVB, оставаясь на номинальной должности почётного директора (Chairman Emeritus) компании.

### Участие в благотворительности

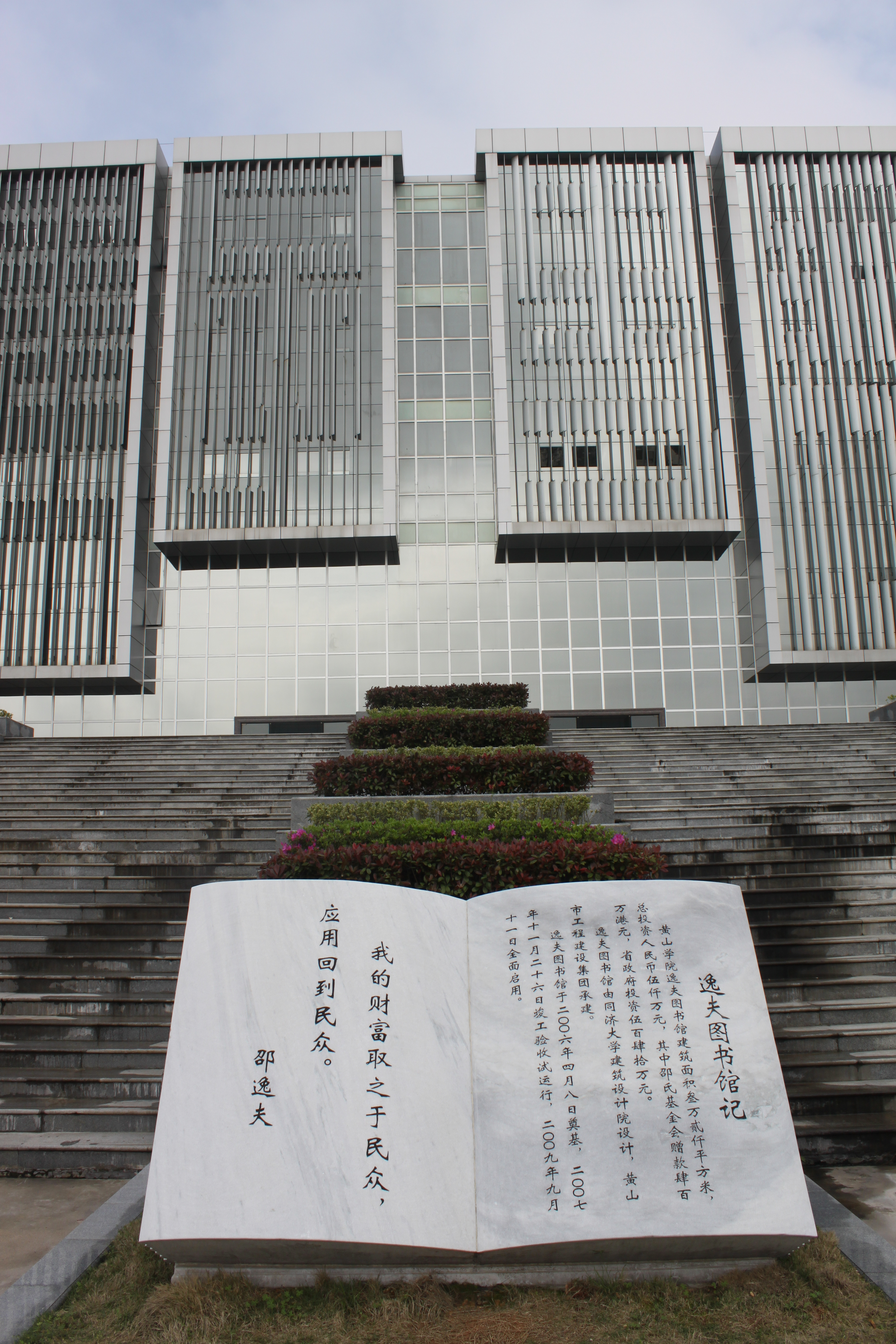
Библиотека им. Шао Жэньлэна в Университете Хуаншань

На протяжении большей части жизни, по крайней мере, с середины 20-го века, Шао Жэньлэн активно занимался благотворительностью, как лично — пожертвовав за это время несколько десятков миллиардов гонконгских долларов медицинским и образовательным учреждениям, — так и занимая важные посты в благотворительных организациях. Его именем названо множество построенных или улучшенных на его пожертвования клинических и университетских корпусов как в Гонконге, так и в континентальном Китае, ряд почётных стипендий. Его именем был назван четвёртый из колледжей, составляющих Китайский университет Гонконга, а в одном из престижнейших и старейших в мире Оксфордском университете его именем была названа профессура по китайскому языку и литературе.
Помимо прочего, Шао Жэньлэн более чем полвека состоял в гонконгской организации Красного Креста, из них 24 года состоя на посту её президента и до конца жизни оставаясь вице-председателем её попечительского совета. При переоборудовании в честь филантропа была названа новая штаб-квартира организации.

#### Премия Шао
В 2002 году Шао Жэньлэн основал ежегодную международную научную премию, предназначенную для награждения за выдающиеся достижения в трёх областях знания — астрономии, математике и объединённой области медицины и наук о жизни. Премия включает медаль и денежный приз в 1 миллион американских долларов.
Первое вручение премий состоялось в 2004 году, лауреатами стали:
- По астрономии: Джеймс Пиблс за вклад в космологию.
- Было выдано две премии, отдельно по биологии и медицине:
  - По биологии: поделена между Стэнли Коэном и Гербертом Бойером — за исследования в области клонирования ДНК и генетической инженерии, и Кань Ютваем — за исследования в области полиморфизма ДНК и его влияния на геном человека.
  - По медицине: Ричард Долл — за вклад в современную эпидемиологию рака.
- По математике: Чэнь Синшэнь — за вклад в современную науку дифференциальной геометрии[25].

С течением времени, вначале пресса, а потом и научный мир стали широко называть основанную Шао Жэньлэном премию «Нобелевской премией Востока».
Церемония награждения 2016 года прошла 27 сентября в Гонконгском конференционно-выставочном центре, вел церемонию и объявлял победителей номинаций текущий глава правительства Гонконга Лён Чаньин. Лауреатами стали:
- По астрономии: Рональд Древер, Кип Торн и Райнер Вайсс — за идею и разработку Лазерной интерферометрической гравитационно-волновой обсерватории (LIGO).
- По биологии и медицине: Эдриан Бёрд и Худа Зогби — за открытие генетических и молекулярных механизмов развития синдрома Ретта (цереброатрофической гипераммониемии).
- По математике: Найджел Хитчин — обширный вклад в геометрию, теорию представлений и теоретическую физику[31].

### Личная жизнь
Шао Жэньлэн дважды был женат. Его первая супруга Вон Мэйчань вышла за него в 1932 и умерла в 85-летнем возрасте в 1987 году. Во второй раз, уже на 90-м году жизни, Шао заключил брак в 1997 в Лас-Вегасе со своей коллегой, актрисой и продюсером Моной Фон.
У него четверо детей от первого брака — два сына Шао Ваймин (邵維銘, 1933 г.р.) и Шао Вайчунь (邵維鍾, 1939), и две дочери: Шао Соумань (邵素雯, 1934) и Шао Соувань (邵素雲, 1935). Старший сын Шао Ваймин (род.1930), командор ордена Почётного легиона и доктор права, входящий в судебную корпорацию Грейс-Инн — единственный из детей медиамагната, сохраняющий прямую связь с исходным бизнесом братьев Шао, состоя председателем совета директоров Shaw Organization в Сингапуре. Дочь Шао — живёт на Гавайях, состояла в браке с умершим в июне 2007 долговременным главой (в течение 47 лет до апреля 2007) гавайского отделения банка Morgan Stanley и сооснователем Гавайского Тихоокеанского университета Полом Лу.
Шао состоял в элитном джентльменском клубе White’s в Лондоне.

## Смерть
Умер Шао Ифу 7 января 2014 года в своей резиденции в Гонконге на 107-м году жизни.

## Память
11 марта 1990 года в честь Ран Ран Шоу астероиду, открытому 8 октября 1964 года в обсерватории Цзыцзиньшань, Нанкин, КНР, присвоено наименование 2899 Runrun Shaw.

## Награды и премии
Государственные и правительственные награды
- 1974 — Командор ордена Британской империи (CBE).
- 1977 — Посвящён в рыцари королевой Великобритании.
- 1982 — Награждён Королевской медалью Красного Креста
- 1989 — Командор Ордена Короны (Бельгия)
- 1991 — Кавалер ордена Почётного Легиона
- 1998 — Кавалер Большой медали Баугинии[36][37] — высшей награды Гонконга после присоединения к КНР.

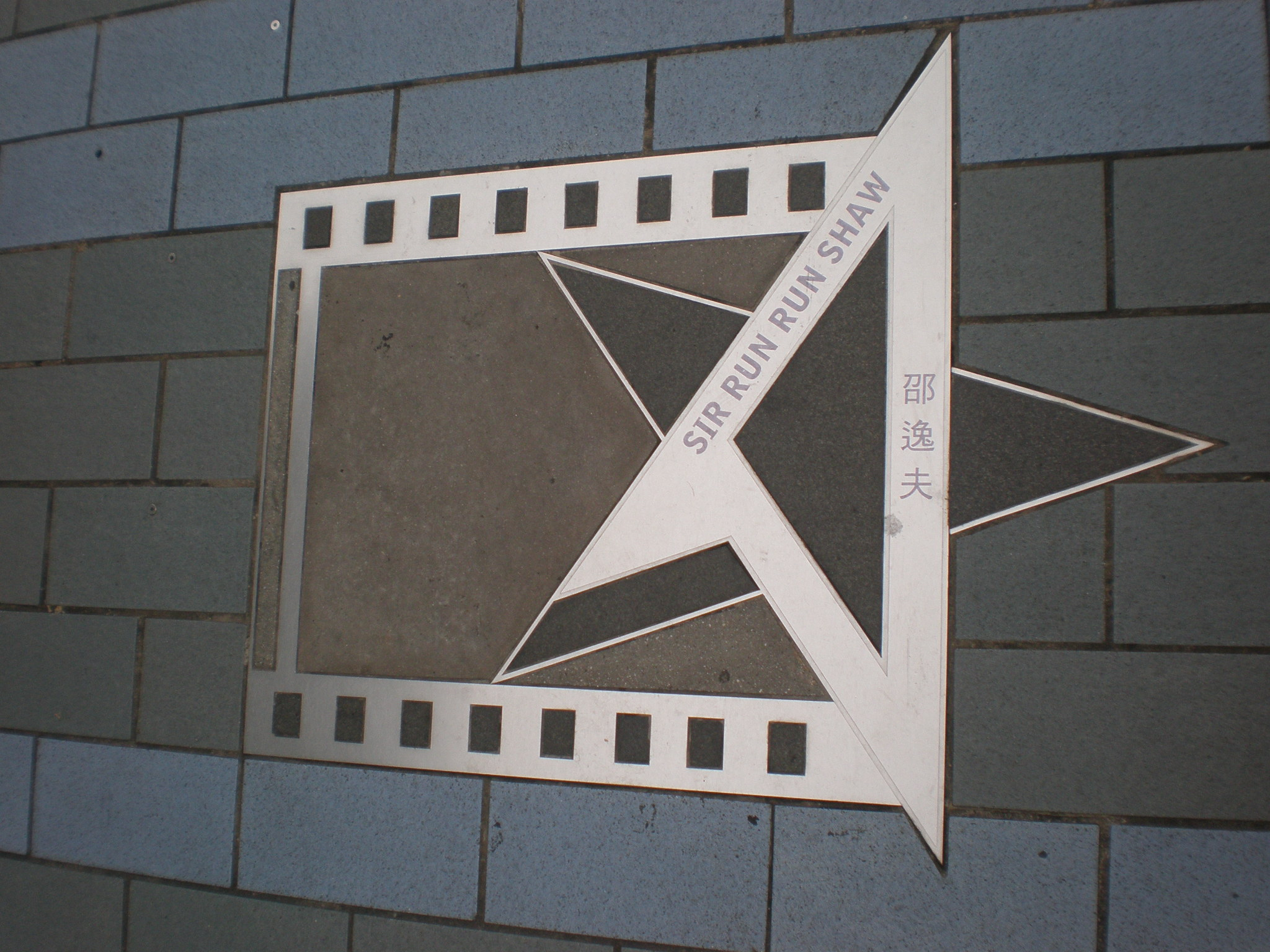
Звезда Шао Жэньлэна
на Гонконгской Аллее Звёзд

Профессиональные премии и другие знаки почёта
- 1993 — Премия Montblanc de la Culture Arts Patronage Award компании Montblanc[38]
- 2004 — Звезда № 4 на Гонконгской Аллее Звезд[англ.][39]. Ему предшествовали только звёзды пионеров гонконгского кино Лай Маньвая и его супруги Флоренс Лим, а также звезды первых фильмов жанра уся Ху Де[англ.].
- 2006 — Lifetime Achievement Award (премия по совокупности жизненных заслуг) Азиатско-тихоокеанского кинофестиваля[40][41].
- 2007 — Lifetime Achievement Award оргкомитета Hong Kong Film Awards[40][42].

Почётные (Honoris causa) докторские степени
(во всех перечисленных университетах в честь него также были названы здания,
профессуры, гранты и/или стипендии, основанные на его пожертвования)
- 1980 — Доктор права Гонконгского университета[43]
- 1981 — Доктор социальной работы Китайского университета Гонконга[44]
- 1985 — Доктор социальной работы Университета Макао[англ.], на тот момент — Университета Восточной Азии (Макао, на 1985 — португальская территория)[45]
- 1987 — Доктор словесности Университета Сассекса (Великобритания)[46]
- 1988 — Доктор наук Городского университета Гонконга, на тот момент — Городского политехнического института Гонконга[47]
- 1989 — Доктор гуманитарных наук Университета штата Нью-Йорк в Стоуни-Брук (США)[48]
- 1990 — Доктор словесности Гонконгского баптистского университета[1]
- 1991 — Доктор делового администрирования Гонконгского политехнического университета[49]
- 1992 — Доктор гражданского права Оксфордского университета (Великобритания)

## Книги о Шао Жэньлэне
- 俞大庆. 《影视巨富: 邵逸夫传》. — 广州出版社, 1995. — 393 p. — ISBN 7805923248, 9787805923246..
- 詹幼鵬、藍潮. 《邵逸夫傳》. — Hong Kong: 名流出版社, 1997. — 340 p. — (серия 藍潮傳記作品). — ISBN 9629280175..
- 《邵逸夫先生赠款项目专刊: 河北分册》 / 阎春来 (Ed.). — 河北大学出版社, 2002. — 224 p. — ISBN 7810288253, 9787810288255..
- 窦应泰. 《邵逸夫家族传》. — 华夏出版社, 2008. — 311 p. — ISBN 7508047702, 9787508047706..
- 祝春亭、祝敏娟. 《邵逸夫传》. — 湖北人民出版社, 2008. — 263 p. — (серия Performing Arts). — ISBN 9787216051637.
- 詹幼鹏. 《邵逸夫全传》. — 天津人民出版社, 2009. — 304 p. — ISBN 7201060805, 9787201060804.
- 李建军. 《邵逸夫传》. — 中国社会科学出版社, 2009. — ISBN 7500479174, 9787500479178.

Частично о нём
- Poshek Fu,. «China Forever: The Shaw Brothers and Diasporic Cinema». — Urbana and Chicago: University of Illinois Press, 2008. — ISBN 9780252032738, 9780252075001..
- Lee, Khoon Choy,. «Pioneers of modern China». — Singapore: World Scientific Publishing, 2008. — ISBN 9812564640, 981256618X..

А также практически любое издание об истории китайского и/или гонконгского кино и телевидения.